# Tượng A-di-đà chùa Phật Tích

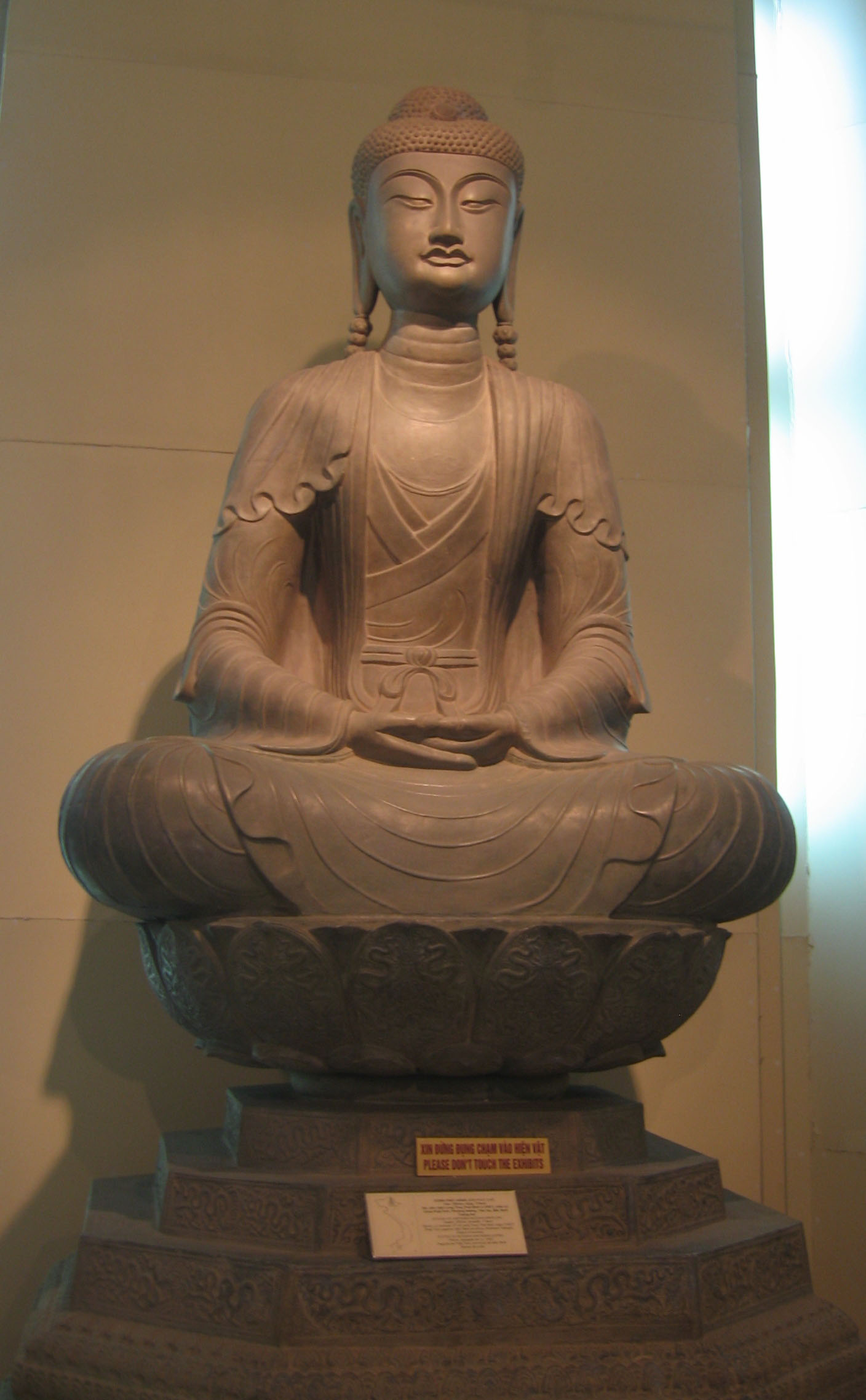
Phiên bản Tượng A-di-đà chùa Phật Tích ở Viện Bảo tàng Lịch sử Việt Nam, Hà Nội

Tượng A-di-đà chùa Phật Tích là  tác phẩm điêu khắc bằng đá từ thời nhà Lý. Đây được xem là một tượng Phật mẫu mực, được sánh là kiệt tác mỹ thuật của Việt Nam..
Theo một số nhà khảo cổ như Louis Bezacier thì tượng là hình thân của Phật A-di-đà nhưng sử gia Trần Trọng Kim thì cho đây là tượng Phật Thế tôn Thích Ca Mâu Ni.

## Lịch sử

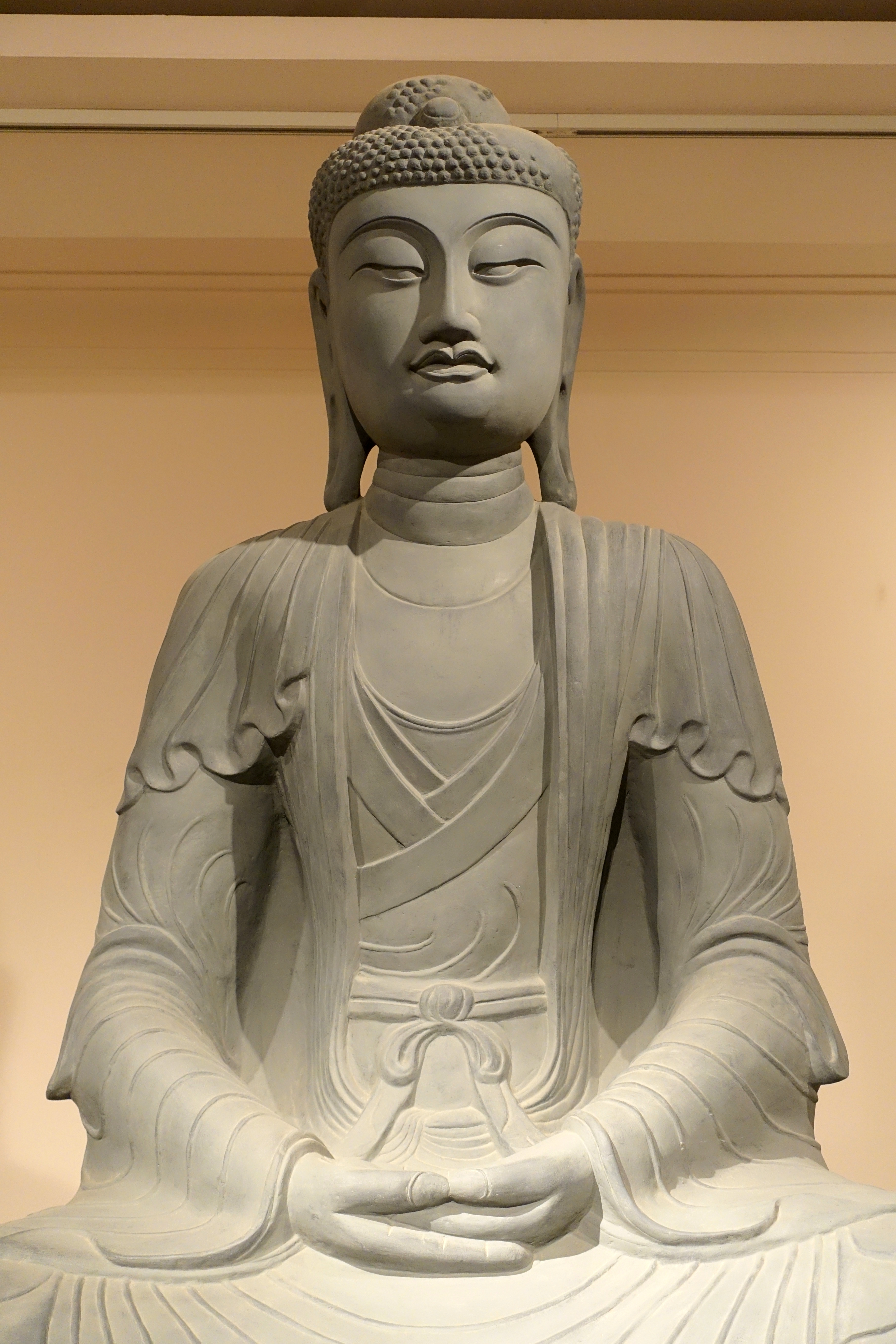
Bản sao tượng A Di đà ở Viện Bảo tàng Mỹ thuật, Hà Nội

Tượng tạc bằng đá, theo văn bia Vạn Phúc thiền tự bi thì năm 1057 (niên hiệu Long Thụy Thái Bình năm thứ tư) vua nhà Lý cho xây chùa và dựng một ngọn tháp cao trên núi Lạn Kha, bên trong tôn trí pho tượng Phật cao sáu thước. Đây là pho tượng lưu truyền tới nay với biệt danh là "pho tượng Phật xưa nhất được xác định niên đại" của Việt Nam.
Tượng xưa thếp vàng; thời gian trôi qua, tháp bị đổ, người dân tìm được pho tượng nhưng đã tróc lớp vàng, lộ lõi bằng đá. Chính sự phát hiện của pho tượng này mà tên làng đổi tên Phật Tích.
Vào thập niên 1940 trong thời kỳ kháng Pháp vì áp dụng tiêu thổ kháng chiến, chùa Phật Tích bị đốt, toàn cảnh bị tàn phá nặng và pho tượng cũng bị hư hại do súng đạn quân đội Pháp bắn vào, gãy phần đầu và cổ, nhưng sau tượng được phục chế lại tuy không được hoàn hảo. Pho tượng này vẫn được thờ ở Thượng điện chùa Phật Tích. Có hai phiên bản đúc lại vào thập niên 1950 và 60: một được trưng bày ở Viện Bảo tàng Lịch sử Việt Nam và một được lưu trữ tại Viện Bảo tàng Mỹ thuật Việt Nam. Phiên bản thứ nhất phổ biến hơn nhưng tiếc là có sai sót, không được sao lại y nguyên thủy.
Xét tới nay thì tượng A-di-đà chùa Phật Tích là pho tượng lớn nhất và nguyên vẹn nhất còn lưu lại từ thời Lý.

## Miêu tả
Mặt tượng hình trái xoan, mắt hé mở, chỏm đầu có nhục khấu nhô lên, tóc xoăn, tai dài, cổ cao ba ngấn, vai rộng, thân dỏng, thế ngồi hơi dướn mình ra phía trước, hai tay đặt ngửa trong lòng kết ấn thiền định hàng ma với tay trái đặt trên tay phải, chân ngồi xếp bằng tròn kiểu kiết già. Thân Phật mặc áo giao lĩnh, bụng quấn thường, bên ngoài khoác một lớp áo nữa; áo xếp thành nhiều nếp nhẹ nhàng buông xõa. Tượng ngồi trên tòa sen hình bán cầu dẹp, trang trí bằng những cánh hoa sen úp và ngửa. Trong mỗi cánh lại tạc hình rồng cuốn. Dưới tòa sen là một con sư tử đội lên, tượng trưng cho Phật lực quy phục được cả mãnh thú. Chân bệ là một khối hình chóp, cắt thành bốn bậc, có bình đồ hình bát giác. Trang trí chân bện là hình rồng, sóng, mây, lửa chập chờn, vần vũ
So với tượng Phật đương đại thời nhà Đường bên Trung Hoa thì tượng Phật Trung Hoa có nét vạm vỡ trong khi tượng Phật thời Lý dáng thanh thoát, thon gọn.
Tính theo mét hệ thì pho tượng này cao 1,86 m; thêm phần bệ thì đạt 2,69 m. Tuy nhiên có nơi ghi là 2,77 m chiều cao cả tượng lẫn bệ.

## Giá trị văn hóa
Vì là tác phẩm tiêu biểu của triều nhà Lý, một triều đại rực rỡ trong lịch sử Việt Nam, tượng A-di-đà Phật Tích đã được dùng làm mẫu trong việc dựng Đại Phật tượng nhân dịp kỷ niệm 1000 năm Thăng Long. Phật đài Đại Phật tượng được dựng trên núi Phật Tích, tức núi Lạn Kha xưa, một ngọn núi cao 108 m, cũng là điểm cao nhất tỉnh Bắc Ninh. Toàn thể Phật đài cao 27 m, đã được khánh thành ngày 26 Tháng Chín, 2010. Công trình này làm bằng đá và khi hoàn tất, đạt kỷ lục là "pho tượng Phật bằng đá lớn nhất Đông nam Á"

## Liên kết
- "Tượng A-di-đà chùa Phật Tích và những giả thiết" theo Giác ngộ Lưu trữ ngày 27 tháng 11 năm 2010 tại Wayback Machine
- Sắp hoàn thành "Đại Phật tượng núi Phật Tích" theo Giác ngộ Lưu trữ ngày 16 tháng 10 năm 2011 tại Wayback Machine
- Đại Phật Di-đà trên núi Lạn Kha